# Contenalia
Contenalia es una distribuidora de contenidos para televisiones locales y autonómicas de España. Se sitúa en San Sebastián.
Contenalia usa un sistema diferente al del resto de competidoras, ya que distribuye sus contenidos a través de la digitalización de contenidos y su distribución en mano a los asociados, cuando la mayoría de empresas usan un enlace satélite para la distribución.